# 방랑뒤쥐
방랑뒤쥐(Sorex vagrans)는 중간 크기의 북아메리카 땃쥐류의 일종이다. 한때는 검은빛뒤쥐, 오리사바긴꼬리뒤쥐와 같은 종으로 간주하기도 했다.

## 아종
방랑뒤쥐는 3개 아종을 포함하고 있다.
- Sorex vagrans halicoetes
- Sorex vagrans paludivagus
- Sorex vagrans vagrans